# ラーク (旅客列車)
ラーク（Lark）は、サザン・パシフィック鉄道が運行した、アメリカ合衆国の代表的な夜行旅客列車。

## 概要
「ラーク」はNo.75,76列車として、1910年から1968年までサザン・パシフィック鉄道がアメリカ西海岸の二大都市、カリフォルニア州ロサンゼルスとサンフランシスコ間を結んで運行した代表的な夜行旅客列車。1957年に、座席車により編成されたスター・ライト(Starlight)を併結するまで、西海岸唯一の全車寝台列車 "all-Pullman"であった。
オークランドで大陸横断オーバーランド・ルート(Overland Route)の列車「シティ・オブ・サンフランシスコ」や、オレゴン州ポートランド・ワシントン州シアトルへのシャスタ・ルート(Shasta Route)の列車「カスケード」への連絡のために、サンノゼ・オークランド間にNo.73,74列車として「オークランド・ラーク(Oakland Lark)」も運行された。 
鉄道旅客の減少に伴い、1968年に廃止された。1971年 に全米鉄道旅客輸送公社・アムトラックの発足によりコースト・スターライトがロサンゼルスとワシントン州シアトル間を運行されている。

## 歴史

### 年表
- 1910年: ラーク(Lark)運行開始
- 1941年: 重鋼製車両から流線形化
- 1949年: 夜行の座席列車スター・ライト(Starlight)運行開始
- 1956年: ラーク(Lark)とスター・ライト(Starlight)と統合
- 1957年: スター・ライト(Starlight)運行停止
- 1968年: ラーク(Lark)運行停止

### 1941年8月2日の編成（ロサンゼルス発サンフランシスコ行き・グランデェィル出発時）
| 使用車両   | 車両愛称・形式  | 車種                                                                                            |
| ---------- | --------------- | ----------------------------------------------------------------------------------------------- |
| SP4438     | 4-8-4蒸気機関車 | 蒸気機関車                                                                                      |
| SP6084     |                 | バゲージ（荷物車）                                                                              |
| SP4118     |                 | 郵便車                                                                                          |
| Pullman102 |                 | 寝台車(10ルーメット・5ダブルベッドルーム)                                                       |
| Pullman108 |                 | 寝台車(10ルーメット・5ダブルベッドルーム)                                                       |
| Pullman105 |                 | 寝台車(10ルーメット・5ダブルベッドルーム)                                                       |
| Pullman100 |                 | 寝台車(10ルーメット・5ダブルベッドルーム)                                                       |
| SP10274    |                 | ドミトリー・キッチン(調理・乗務員車)                                                            |
| SP10275    |                 | ダイニング（食堂車）                                                                            |
| SP10276    |                 | ビュフェ（食堂車）・ラウンジ車                                                                  |
| Pullman200 |                 | 寝台車(4ダブルベッドルーム・4コンパートメント・2デュリューイングルーム)                         |
| Pullman201 |                 | 寝台車(4ダブルベッドルーム・4コンパートメント・2デュリューイングルーム)                         |
| Pullman307 |                 | 寝台車(13ダブルベッドルーム)                                                                    |
| Pullman107 |                 | 寝台車(10ルーメット・5ダブルベッドルーム)                                                       |
| Pullman400 |                 | 寝台(1デュリューイングルーム・1コンパートメント・2ダブルベッドルーム)・ビッフェ・展望ラウンジ車 |

### 1968年2月29日の編成（ロサンゼルス発サンフランシスコ行き・グランデェィル出発時）
| 使用車両 | 車両愛称・形式        | 車種                                                                    |
| -------- | --------------------- | ----------------------------------------------------------------------- |
| SP3209   | SDP45ディーゼル機関車 | ディーゼル機関車                                                        |
| SP9107   |                       | 寝台車(4ダブルベッドルーム・4コンパートメント・2デュリューイングルーム) |
| SP10408  |                       | ハンバーガーグリル・ラウンジ                                            |
| SP2444   |                       | コーチ・(座席車)                                                        |
| SP2443   |                       | コーチ                                                                  |

## その他
ラーク(Lark)は「ひばり」だが、ロサンゼルス(Los Angeles)とサンフランシスコ(San Francisco)間を結ぶ同社の寝台列車には鳥の名が愛称として使用された。ロサンゼルス(Los Angeles)から内陸部のベーカーズフィールド（Bakersfield）を経由してオークランド(Oakland)・サンフランシスコ(San Francisco)を結んだ寝台列車にはオウル(Owl)＝「梟」の愛称が与えられた。